# Utetes valens
Utetes valens är en stekelart som först beskrevs av Papp 1978.  Utetes valens ingår i släktet Utetes och familjen bracksteklar. Inga underarter finns listade i Catalogue of Life.